# はたらくおじさん
『はたらくおじさん』は、NHK教育テレビジョンで1961年4月15日から1982年3月8日まで放送された、小学校2年生向けの社会科番組である。NHK大阪放送局が制作を担当した。当初はモノクロ放送だったが、1971年4月からカラー化された。

## 概要
「タンちゃん」と犬の「ペロくん」が気球に乗って空から望遠鏡で覗き、毎回様々な職業の「おじさん」から仕事の内容を説明して貰っていた。しかし、実際には働くのはおじさんだけではないことから、番組は後に『みんなのしごと』と改題。さらにその後は『はたらくひとたち』と題して放送されるようになった。ちなみに、「タンちゃん」の由来は探検好きなことから。

## 放送時間
| 期間                          | 放送時間             |
| ----------------------------- | -------------------- |
| 1961年4月15日 - 1964年3月21日 | 土曜日 11:00 - 11:15 |
| 1964年4月9日 - 1969年3月13日  | 木曜日 11:00 - 11:20 |
| 1969年4月10日 - 1980年3月10日 | 木曜日 10:45 - 11:00 |
| 1980年4月9日 - 1981年3月8日   | 月曜日 11:15 - 11:30 |

## 出演者
- 1961 - 1962年度
  - 端田宏三
  - 太田淑子 ほか
- 1963年度
  - 黒田良弥（タンちゃん）
  - 松尾千里 ほか
- 1964年度
  - タンちゃん（声・園佳也子）
  - ペロくん（声・浜崎憲三）
- 1965年度
  - タンちゃん（声・三井洋子[注釈 1]）
  - ペロくん（声・浜崎憲三）
- 1966 - 1981年度
  - タンちゃん（声・三井洋子）
  - ペロくん（声・中森孝子）

## 主題歌
- 作詞：飯島敏子
- 作曲：田中正史
- 歌：三井洋子、中森孝子

放送期間が長いため、アレンジが違ういくつかのバージョンが存在する。歌詞も女性の社会進出に伴い、歌詞中の4箇所中2箇所の「おじさん」が「おばさん」に変更されている。

## みんなのしごと
『はたらくおじさん』の基本的な内容を継承した番組。タンちゃんとペロくんが乗る乗り物は気球からヘリコプター「ペロ号」に変更される。
- 放送期間：1982年4月7日 - 1984年3月7日
- 出演者：タンちゃん（声・三井洋子）[2]、ペロくん（声・中森孝子）[2]、八奈見乗児（ナレーター）

## はたらくひとたち
『はたらくおじさん』･『みんなのしごと』からキャラクターを一新し、制作も従来のNHK大阪放送局から東京の放送センターへ移管された番組。その為、職場風景のロケ地がそれまでの大阪をはじめとした近畿地方の事業所から、東京･神奈川等を中心とした関東地方に拠点が置かれている事業所での収録となった。1992年度から小学1・2年生向けの社会科授業が廃止される為、1991年度放送分を以って終了となった。
- 放送期間：1984年4月11日 - 1992年3月4日
- 出演者：ケンちゃん（声・川島千代子）[4]、フムフム（声・三輪勝恵）[4]、おじさん（声・八奈見乗児）

## 番組の現存状況
2023年に「竹田扇之助記念国際糸操り人形館」からはたらくおじさん（1974年3月14日）が1/2インチオープンリールで録画されたモノクロ映像が提供され、同局で放送されたプルルくんのリハーサル場面が収録されている。

## アンコール放送
ETV50の「もう一度見たい教育テレビ」のリクエストの中で、はたらくおじさん（1981年12月7日）が2009年5月7日に放送された。もう一度見たい教育テレビベスト50には、14位にランクインした。